# Шевченко Варфоломій Григорович
Варфоломі́й Григо́рович Шевче́нко  (11 червня 1821, Керелівка — 11 червня 1892, Буряківка) — український мемуарист, троюрідний небіж і свояк Тараса Шевченка. Батько Андрія Шевченка та поета Йосипа Шевченка, прадід Данила Андреєва.

## Життєпис
Народився 11 червня 1821 року в Кирилівці. Рано осиротів, був усиновлений купцем. Навчався, 1838 року одружився.

### Родинні зв'язки
Троюрідний брат Тараса Шевченка. У 1840-х Варфоломій став іще й свояком поета, оскільки поетів брат Йосип одружився з сестрою Варфоломія Мотроною.
Варфоломій Григорович був «чоловіком письменним і тямущим», як писав про нього Пантелеймон Куліш. Він зумів викупитися з кріпацтва, й 1844 уже служив у конторі пана Енгельгардта.

### Зустрічі та листування
Варфоломій познайомився з поетом на початку 1844. Ще до цієї зустрічі листувався з Тарасом Шевченком, зокрема писав поетові листи від його брата Микити. Під час зустрічі поет читав Варфоломієві вірші, уривки з поеми «Кавказ»… «Я слухав, притаївши дух; волосся у мене піднялося дибом», — згадував Варфоломій.
Тарас Шевченко під час приїзду в Україну 1859 побував у Варфоломія в Корсуні. Відтоді листування поета з Варфоломієм Шевченком особливо пожвавилося.
Збереглися 23 листи поета до Варфоломія і 11 від нього до поета. Тарас Шевченко називав свого родича «єдиним щирим другом».

### Допомога поетові
Варфоломій Шевченко допомагав поетові викупити родичів із кріпацтва.
Саме Варфоломій Шевченко став самовідданим помічником поета, коли той надумав купити шматок землі на Дніпровій кручі, збудувати там хату й поселитися в ній. Проте цим планам не судилося здійснитися.

### В пам'ять про поета

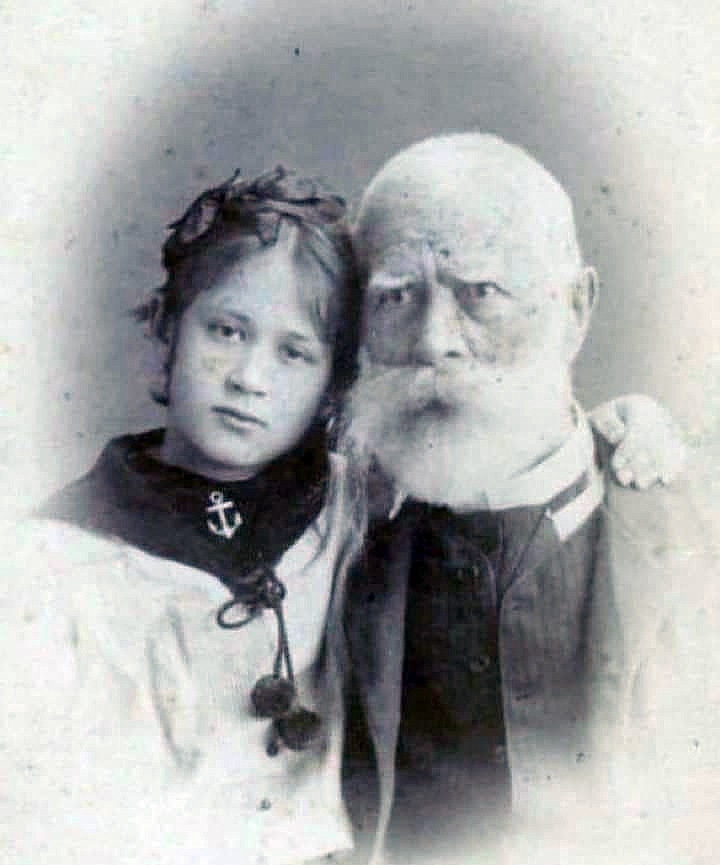
Варфоломій Шевченко з онукою Олександрою, 1891 р.

Понад 30 років — до останніх своїх днів — Варфоломій Шевченко клопотався про збереження й упорядкування могили Тараса Шевченка на Чернечій горі в Каневі. Було це непросто, оскільки влада й поміщики, дізнавшись, хто є хто, намагалися швидше спекатися поетового брата. За ним постійно стежили поліція та жандармерія. Варфоломій Григорович змушений був раз у раз змінювати місце проживання своєї родини. До речі, 1864 за зв'язки з польськими повстанцями Варфоломій Шевченко перебував під слідством.
1869 єлисаветградському міщанину Варфоломієві Шевченку вдалося укласти з Канівською міською думою контракт, який давав йому право на спадкове користування півдесятиною землі, на якій похований прах Тараса Шевченка. Незадовго до смерті Варфоломій Григорович за 100 карбованців сріблом викупив орендований шматок землі під Шевченковою могилою й подарував його місту Каневу. Це давало можливість захистити могилу умовами, які були викладені в дарчій записці. Разом із землею Варфоломій Шевченко подарував місту ще й 3000 карбованців сріблом, які вклав до державного банку, заповівши, щоб проценти з тієї суми міська влада використовувала на утримання святині на Чернечій горі. На подарованій землі не дозволялося нічого будувати, не можна було перетворювати її на кладовище. Водночас могила мала бути відкритою для відвідувачів.
Сам же Варфоломій Григорович невдовзі помер (1892). Його поховали у селі Буряківці Радомишльського повіту, де він доживав віку в своєї доньки. Могилу його втрачено.

## Вклад у шевченкознавство
Листувався із шанувальниками таланту Тараса Шевченка — Василем Гнилосировим, Павлом Житецьким, Андрієм Красовським та іншими.
Допомагав Євгенові Моссаковському, Михайлові Чалому та іншим збирати матеріали до біографії поета.
Автор «Споминів про Тараса Григоровича Шевченка», надрукованих у львівському журналі «Правда» (1876, № 1—2).